# Дарвазки хребет
Дарвазкият хребет (на руски: Дарвазский хребет) е планински хребет в западната част на Памир, разположен на територията на Таджикистан. Простира се от запад на изток на протежение около 200 km и има форма на „легнала“ латинска буква „S“, разположен между реките Обихингоу (лява съставяща на Вахш) на север, Пяндж (лява съставяща на Амударя) на юг и Ванч (десен приток на Пяндж) на югоизток. На запад чрез прохода Хабурабод (3252 m) се свързва с хребета Хазратишох, а на изток се свързва с меридионалния хребет Академия на Науките в района на връх Гармо (6602 m). Максимална височина връх Арнавад 5992 m, (38°33′53″ с. ш. 71°31′31″ и. д. / 38.564722° с. ш. 71.525278° и. д.), издигащ се в средната му част. Изграден е основно от гранити и метаморфозирани шисти. От северните му склонове водят началото си малки и къси леви притоци (Обимазар, Бохут и др.) на Обихингоу, от южните му склонове – десни притоци (Обихумбоу и др.) на Пяндж, а от югоизточните му – къси и бурни десни притоци на Ванч. Склоновете му са покрити със степна и дървесно-храстова растителност (по северните склонове – клен, гръцки орех, по южните – арча, бадем). Нагоре следват субалпийски и алпийски пасища, а районите над 4200 – 4500 m са заети от вечни снегове и ледници (обща площ 750 km²). Дарвазкият хребет е открит и първоначално изследван от видния изследовател на Средна Азия Василий Ошанин през 1878 г., а през 1881 – 1882 г. е изследван и топографски заснет от експедиция ръководена от руския астроном и геодезист Алберт Едуардович Регел.

## Топографска карта
- J-42-Б М 1:500000[2]
- J-43-А М 1:500000[3]